# 국제 위스키의 날
국제 위스키의 날(International whisk(e)y day)은 2008년 처음 발표되어 이후 매년 3월 27일 가을에 열린다.
위스키'(whiskey)라는 단어는 아일랜드어 표현에서 유래했다고 한다. 아일랜드어로 'uisce beatha'는 '생명수'(water of ife)라는 뜻이다. 얼마 지나지 않아 이름은 'uisce'(물)로 단축도1고, 발음도 점차 'ish-key'에서 whisky로 바뀌었다. 그 이후로 발음은 그대로 유지되었다.
위스키는 500년이 넘는 오랜 역사를 지닌 주의 깊은 증류의 역사를 가지고 있다. 위스키에 관해서라면, 몇잔을 마시고 놀라운 추역을 만드는 것보다 사람들을 하나로 모으는 더 좋은 방법은 없다. 이날은 위스키 편들이 고급 병과 친구들과 함께 마음껏 즐길 수 있는 이상적인 기회이다.